# B in the Mix: The Remixes
B in the Mix: The Remixes je první remixové album americké popové zpěvačky Britney Spears, které vyšlo 22. listopadu 2005. Album vydala její nahrávací společnost pouhé dva měsíce po narození jejího prvního potomka, proto z alba nebyl oficiálně vydán žádný singl.

## Seznam písní
1. Toxic (Peter Rauhofer Reconstruction Mix) – 6:45
2. Me Against the Music (Justice Remix) – 4:01
3. Touch of My Hand (Bill Hamel Remix) – 5:19
4. Breathe On Me (Jacques Lu Cont’s Thin White Duke) – 3:56
5. I'm a Slave 4 U (Dave Audé Slave Driver Mix) – 5:52
6. And Then We Kiss (Junkie XL Remix) – 4:27
7. Everytime (Valentin Remix) – 3:24
8. Early Mornin' (Jason Nevins Remix) – 3:38
9. Someday (I Will Understand) (Hi-Bias Signature Radio Mix) – 3:46
10. …Baby One More Time (Davidson Ospina 2005 Remix) – 4:37
11. Don't Let Me Be the Last to Know (Hex Hector Club Mix) – 8:17

## Umístění ve světě
| Hitparáda | Umístění |
| --------- | -------- |
| USA       | 134      |
| Mexiko    | 39       |
| Argentina | 8        |
| Francie   | 32       |
| Filipíny  | 1        |
| Indonésie | 2        |

| Prodejnost | Počet     |
| ---------- | --------- |
| Celkem     | 1,000,000 |